# 松下町 (名古屋市)
松下町（まつしたちょう）は、愛知県名古屋市南区の地名。現行行政地名は松下町1丁目から松下町4丁目。住居表示未実施。

## 地理
名古屋市南区南部に位置する。西は柴田本通、南は鶴見通、北は鳴尾町に接する。

## 歴史

### 町名の由来
現在の柴田本通1丁目にあたる地にあった2本の大松に由来する。この松の下を松下と称していたというが、この松自体は1960年（昭和35年）に行われた国道247号拡幅工事に伴い、伐採されたため、現存していない。

### 沿革
- 1934年（昭和9年）5月15日 - 南区鳴尾町の一部により、同区松下町として成立する[4]。
- 1959年（昭和34年） - 伊勢湾台風により甚大な被害を生じる[3]。白水小学校校庭には、被災者の冥福を祈る友情の碑が設置されている[3]。
- 1947年（昭和22年）9月10日 - 鳴尾町の一部を編入する[4]。

## 世帯数と人口
2019年（平成31年）4月1日現在の世帯数と人口は以下の通りである。
| 町丁   | 世帯数  | 人口    |
| ------ | ------- | ------- |
| 松下町 | 499世帯 | 1,132人 |

### 人口の変遷
国勢調査による人口の推移
| 2000年（平成12年） | 1,289人 | [ WEB 6 ] |  |
| 2005年（平成17年） | 1,168人 | [ WEB 7 ] |  |
| 2010年（平成22年） | 1,095人 | [ WEB 8 ] |  |
| 2015年（平成27年） | 1,059人 | [ WEB 9 ] |  |

## 学区
市立小・中学校に通う場合、学校等は以下の通りとなる。また、公立高等学校に通う場合の学区は以下の通りとなる。
| 丁目        | 番・番地等 | 小学校               | 中学校               | 高等学校 |
| ----------- | ---------- | -------------------- | -------------------- | -------- |
| 松下町1丁目 | 全域       | 名古屋市立白水小学校 | 名古屋市立名南中学校 | 尾張学区 |
| 松下町2丁目 | 全域       | 名古屋市立白水小学校 | 名古屋市立名南中学校 | 尾張学区 |
| 松下町3丁目 | 全域       | 名古屋市立白水小学校 | 名古屋市立名南中学校 | 尾張学区 |
| 松下町4丁目 | 全域       | 名古屋市立千鳥小学校 | 名古屋市立名南中学校 | 尾張学区 |

## 施設
- 名古屋市立白水小学校[2]
- 三井東圧化学松下住宅[2]
- 石川島播磨重工社員寮[2]

## その他

### 日本郵便
- 郵便番号 : 457-0808[WEB 3]（集配局：名古屋南郵便局[WEB 12]）。

### WEB
1. 1 2  “愛知県名古屋市南区の町丁・字一覧”.   人口統計ラボ. 2017年10月7日閲覧。
2. 1 2  “町・丁目(大字)別、年齢(10歳階級)別公簿人口(全市・区別)”.   名古屋市 (2019年4月22日). 2019年4月23日閲覧。
3. 1 2  “郵便番号”.  日本郵便. 2019年3月17日閲覧。
4. ↑  “市外局番の一覧”.   総務省. 2019年1月6日閲覧。
5. ↑  名古屋市役所市民経済局地域振興部住民課町名表示係 (2015年10月21日). “南区の町名一覧”.   名古屋市. 2017年10月7日閲覧。
6. ↑  名古屋市役所総務局企画部統計課統計係 (2005年7月1日). “（刊行物）名古屋の町(大字)・丁目別人口 (平成12年国勢調査) 南区” (XLS). 2017年10月8日閲覧。
7. ↑  名古屋市役所総務局企画部統計課統計係 (2007年6月29日). “平成17年国勢調査　名古屋の町(大字)別・年齢別人口 南区” (XLS). 2017年10月8日閲覧。
8. ↑  名古屋市役所総務局企画部統計課統計係 (2012年6月29日). “平成22年国勢調査　名古屋の町(大字)別・年齢別人口 南区” (XLS). 2017年10月8日閲覧。
9. ↑  名古屋市役所総務局企画部統計課統計係 (2017年7月7日). “平成27年国勢調査　名古屋の町(大字)別・年齢別人口” (XLS). 2017年10月8日閲覧。
10. ↑  “市立小・中学校の通学区域一覧”.   名古屋市 (2018年11月10日). 2019年1月14日閲覧。
11. ↑  “平成29年度以降の愛知県公立高等学校（全日制課程）入学者選抜における通学区域並びに群及びグループ分け案について”.   愛知県教育委員会 (2015年2月16日). 2019年1月14日閲覧。
12. ↑  “郵便番号簿 2018年度版” (PDF).   日本郵便. 2019年4月23日閲覧。

### 文献
1. ↑  名古屋市計画局 1992, p. 856.
2. 1 2 3 4 5  「角川日本地名大辞典」編纂委員会 1989, p. 1545.
3. 1 2 3 4  名古屋市計画局 1992, p. 586.
4. 1 2  名古屋市計画局 1992.